# Harghults kalkbarrskogs naturreservat
Harghults kalkbarrskogs naturreservat är ett naturreservat i Vetlanda kommun i Jönköpings län.
Området är naturskyddat sedan 2023 (interimistiskt från 2021) och är 7 hektar stort och ligger söder om Kvillsfors. Reservatet består av barrskog.